# 獲批藥
獲批藥是指經政府監管機構驗證可用於治療用途的藥劑製備。此流程通常按國家/地區具體規定，除非另有說明。 

## 各國審批流程

### 美國
在美國，食品藥品監督管理局(FDA)負責審批藥品。藥品必須通過FDA的批准流程才能被處方使用。雖然藥品可超適應症使用(用於未獲批的症狀)，但仍需獲得針對特定疾病或醫療狀況的批准。藥企想在美國銷售藥品必須先進行測試。企業隨後將測試證據提交給食品藥品監督管理局的藥物評價與研究中心(CDER)，以證明該藥物對其預期用途安全有效。提交FDA申請需繳納費用。2020財年，此費用為：需要臨床數據的申請(2,942,965美元)和不需要臨床數據的申請(1,471,483美元)。CDER的醫師、統計學家、化學家、藥理學家和其他科學家團隊會審查公司的數據和擬議標籤。如果這項獨立公正的審查確定藥物的健康益處大於已知風險，則批准該藥物銷售。該中心本身並不實際測試藥物，但會對藥品質量、安全性和有效性標準等方面作有限度研究。 
截至2013年底，FDA及其前身已批准1,452種藥物，儘管有些已因安全原因撤市。這些批准由約100個不同組織獲得（以後續企業併購後數據計算）。

### 歐盟
在歐盟，歐洲藥品管理局(EMA)負責評估藥品。 

### 日本
在日本，監管藥品的機構是醫藥品醫療機器綜合機構(PMDA)。

### 中國
在中國，監管藥品的機構是國家藥品監督管理局，簡稱國家藥監局(NMPA)。

### 台灣
在台灣，監管藥品的機構是衛生福利部食品藥物管理署，簡稱食藥署(TFDA)。

### 澳門
在澳門，監管藥品的機構是藥物監督管理局(ISAF)。

## 批准率
平均而言，截至2018年，在美國進入臨床前開發階段的5,000種化合物中只有1種能成為獲批藥。進入人體臨床試驗的所有藥物中只有10%能獲得批准。

## 外部連結
- ClinicalTrials.gov 來自美國國家醫學圖書館
- ICH官網
- FDA官網
- FDA提供的用藥安全簡單步驟圖